# Osteocephalus
Az Osteocephalus  a kétéltűek (Amphibia) osztályába a békák (Anura) rendjébe és a levelibéka-félék (Hylidae) családjába tartozó nem.

## Rendszerezés
A nembe az alábbi fajok tartoznak:
- Osteocephalus alboguttatus (Boulenger, 1882)
- Osteocephalus buckleyi (Boulenger, 1882)
- Osteocephalus cabrerai (Cochran & Goin, 1970)
- Osteocephalus camufatus Jungfer, Verdade, Faivovich & Rodrigues, 2016
- Osteocephalus cannatellai Ron, Venegas, Toral, Read, Ortiz & Manzano, 2012
- Osteocephalus carri (Cochran & Goin, 1970)
- Osteocephalus castaneicola Moravec, Aparicio, Guerrero-Reinhard, Calderón, Jungfer & Gvoždík, 2009
- Osteocephalus deridens  Jungfer, Ron, Seipp & Almendáriz, 2000
- Osteocephalus duellmani Jungfer, 2011
- Osteocephalus elkejungingerae
- Osteocephalus festae (Peracca, 1904)
- Osteocephalus fuscifacies Jungfer, Ron, Seipp & Almendáriz, 2000
- Osteocephalus helenae (Ruthven, 1919)
- Osteocephalus heyeri Lynch, 2002
- Osteocephalus leoniae Jungfer & Lehr, 2001
- Osteocephalus leprieurii(Duméril & Bibron, 1841)
- Osteocephalus mimeticus (Melin, 1941)
- Osteocephalus mutabor Jungfer & Hödl, 2002
- Osteocephalus omega Duellman, 2019
- Osteocephalus oophagus Jungfer & Schiesari, 1995
- Osteocephalus planiceps Cope, 1874
- Osteocephalus sangay Chasiluisa, Caminer, Varela-Jaramillo & Ron, 2020
- Osteocephalus subtilis Martins & Cardoso, 1987
- Osteocephalus taurinus Steindachner, 1862
- Osteocephalus verruciger  (Werner, 1901)
- Osteocephalus vilarsi (Melin, 1941)
- Osteocephalus yasuni Ron & Pramuk, 1999